# Фельдман, Донна
Донна Фельдман (англ. Donna Feldman; род. 28 апреля 1982, Калабасас) — американская фотомодель и актриса.

## Биография
Донна Фельдман родилась 28 апреля 1982 года в Калабасасе, Калифорния, США. Её родители — израильтяне с российскими и польскими корнями. Донна окончила институт моды, дизайна и мерчандайзинга, после чего полностью посвятила себя модельному бизнесу.

## Карьера
Работала в агентствах Ice Model Management, Kim Dawson Agency, Elite Model Management, Heffner Management, Look Model Agency, Ford Models, Most Wanted Models, The Agency, TFM World, MC2 Model Management.
Снималась для журналов FHM, Maxim, Marie Claire, Esquire, GQ и других. В 2005 году заняла 84 место в списке «Hot 100» журнала «Maxim». В 2007 году на 17 месте вошла в список «100 Sexiest Women in the World» журнала FHM South Africa. Участвовала в рекламных кампаниях Visa Black Card, Fila, Panasonic, KarstadtQuelle AG, Wella AG и многих других.
В 2003 году появилась в клипе Джастина Тимберлейка «Senorita». Затем — в клипах Дуайта Йокама «Blame the Vain» и группы Sugar Ray «It’s so Easy». В 2007 году снялась в клипе Энрике Иглесиаса «Tired of Being Sorry».

## Фильмография
| Год       |     | Русское название              | Оригинальное название         | Роль            |
| --------- | --- | ----------------------------- | ----------------------------- | --------------- |
| 2003      | с   | Модное телевидение            | Fashion Television            | модель          |
| 2006      | с   | Дом моды                      | Fashion House                 | Глория Томпсон  |
| 2006—2007 | с   | Сделка                        | Deal or No Deal               | модель          |
| 2007      | с   | Лас-Вегас                     | Las Vegas                     | Кармен Родригес |
| 2008      | ф   | Не шутите с Зоханом           | You Don't Mess with the Zohan | Михал           |
| 2011      | с   | Чак                           | Chuck                         | Салина          |
| 2012      | с   | Смертоносный воин             | Deadliest Warrior             | вампирша        |
| 2012      | с   | Касл                          | Castle                        | Джоди Лопес     |
| 2016      | кор | Шаг в виртуальную реальность  | Step Into Virtual Reality     | принципал       |
| 2018      | кор | RevvoWorld                    | RevvoWorld                    | Рокси           |
| 2018      | ф   | Киллер в красном платье       | Killer in a Red Dress         | Линдсей         |
| 2020      | с   | Частный детектив Магнум       | Magnum, P.I.                  | Паула           |
| 2021      | с   | Морская полиция: Лос-Анджелес | NCIS: Los Angeles             | Кендра          |
| 2021      | с   | Овальный кабинет              | The Oval                      | доктор Медоуз   |